# ROAD (20th Centuryのアルバム)
『ROAD』（ロード）は、20th Centuryの1stアルバム。1997年9月10日にavex traxから発売された。

## 概要
20th Centuryのファーストアルバムである。
初回限定盤と通常盤がある。初回版には3人の顔を型取ったコイン『3Dプリントメダル』が封入されていた（Coming Centuryは、『SKY』に封入）。 また『SKY』と『ROAD』を同時購入し、それぞれに封入されている応募券を2枚集めて応募すると、『WAになっておどろう』の未発表バージョン3曲が収録された特典CDシングルがプレゼントされた。

## 収録曲
1. Traveler
作詞：谷亜ヒロコ、作曲：谷本新、編曲：CHOKKAKU
  - JR西日本『'97-98 シュプール号』CFソング
2. MIX JUICE - 坂本昌行
作詞：椎名祐生、作曲・編曲：ZAKI
3. Glory
作詞：平井森太郎、作曲：浅野祐悠輝、編曲：水島康貴
4. Going Back 2 R・e・a・l
作詞：MOTOMY、作曲・編曲：ZAKI
5. DAY 〜今日から〜 - 長野博
作詞：六ツ見純代、作曲：星野靖彦、編曲：ホリエアキラ
6. ジンクス
作詞：六ツ見純代、作曲：星野靖彦、編曲：新井理生・高良勝治
7. 季節
作詞・作曲：スフィンクス、編曲：岩田雅之
8. ダーザイン 〜風の吹く街で〜 - 井ノ原快彦
作詞：20th Century、作曲：井ノ原快彦、編曲：木村賢一
9. Knock me Real
作詞：山田ひろし、作曲：浅田直、編曲：石塚知生